# Kong David
Kong David var i de gammeltestamentlige beretninger den anden konge i Israel efter Saul. Han var manden efter Guds hjerte, og Gud lovede ham et evigt kongedømme 2 Sam 7,16 (Webside ikke længere tilgængelig). Han regerede fra omkring 1005 f. Kr. til 965 f. Kr. Ifølge Anden Samuelsbog kapitel 5 vers 4-5 regerede han syv år i Hebron over Juda og 33 år i Jerusalem over hele Israel og Juda. Han blev anset for at være den mægtigste konge i Israel. Landet oplevede stor fremgang under hans ledelse. Sammen med Batseba fik David sønnen Salomon, der blev konge efter faderens død. Navnet "David" forekommer over 1.100 gange i Bibelen og er dermed det næstmest anvendte egennavn efter Jahve.

## Beretningen om David
Gud vrager Saul som konge efter hans ulydighed. Profeten Samuel sendes ud for at salve David til konge. Derefter fyldes David af Guds Ånd og han dræber filisteren Goliat. Saul ophøjer derfor David og gør ham til hærfører, men gribes snart af misundelse og frygt for, at David vil tage magten og forfølger ham. Da Saul mange år efter falder i krig, bliver David konge over Israel (2 Sam 3.-4) og indtager Jerusalem,
I Davids sidste år går han fra at være en gudfrygtig og heldig konge til at være en falden konge. Vendepunktet er Davids ægteskab med Batseba, hans forsøg på at dække over misgerningen og drabet på hendes mand Urias. Herrens profet Natan afslører synden for David, der omvender sig og modtager tilgivelse. Derefter kom der meget splid i hans familie. Kongen havde adskillige sønner sammen med sine koner og elskerinder. Med konkubinen Maachah havde han datteren Tamar og sønnen Absalom, som gjorde oprør mod sin far, og som blev dræbt af Davids hærfører, Joab, under opgøret.

## Davidssønnen
I 2. Sam 7 (Webside ikke længere tilgængelig) beslutter David at bygge et hus til Herren, men Herren siger, at det skal David ikke. Derimod vil Herren bygge David et hus og grundfæste Davids kongedømme til evig tid. Davids søn skal bygge Herren et tempel. Dermed lover Herren, at Davids trone skal stå til evig tid, og vejen er banet for de to næste bøger i Bibelen, der for en stor del handler om, hvordan Davids dynasti udvikler sig, og hvordan Herren opfylder sine løfter om, at Davids efterkommere skal være konger i Jerusalem. Men da den sidste af dem, Sidkija, bliver fjernet for tronen i Jerusalem i år 586, er vejen også banet for at forstå 2. Sam 7 som en profeti om en kommende Davidssøn, en salvet, en Messias, som vil komme og genoprette Davids kongerige. Disse Messias-profetier nævnes i mange af profetbøgerne og danner grundlag for de kristnes tro på, at Jesus er denne Davidssøn, Messias, Kristus.